# 40 Pułk Artylerii Lekkiej (LWP)
40 pułk artylerii lekkiej (40 pal) – oddział artylerii lekkiej ludowego Wojska Polskiego.
Pułk sformowany został we wsi Olmonty na podstawie rozkazu Naczelnego Dowództwa Wojska Polskiego nr 16 z 3 września 1944. Przysięgę żołnierze pułku złożyli 4 listopada 1944 w Olmontach.

## Żołnierze pułku
Dowódcy pułku
- (p.o.) mjr Jerzy Malarewicz
- ppłk gw. Grzegorz Wasilew — do 15 listopada 1944
- mjr Wiktor Kozak – 1949
- ppłk inż. Gabriel Owczinnikow
- ppłk gw. Wincenty Gajbowicz

Odznaczeni Krzyżem Srebrnym Orderu Virtuti Militari
1. ppor. Jerzy Bielewicz
2. chor. Stefan Hucuł
3. mjr Michał Gieorgiew
4. ppor. Stanisław Krasowski
5. kan. Wacław Kwiatkowski
6. mjr Wiktor Pawłow
7. kpt. Teodor Sołdatow

## Skład etatowy
- Dowództwo i sztab
- 3 x dywizjon artylerii
  - 2 x bateria artylerii armat
  - 1 x bateria artylerii haubic
- bateria parkowa

żołnierzy – 1093 (oficerów – 150, podoficerów – 299, kanonierów – 644)
sprzęt:
- 76 mm armaty – 24
- 122 mm haubice – 12
- rusznice przeciwpancerne – 12
- samochody – 108
- ciągniki – 24

|  |  |

## Działania bojowe
Oddział wchodził w skład 9 Dywizji Piechoty z 2 Armii WP. 16 kwietnia 1945 wspierał macierzystą dywizję podczas forsowania Nysy i walk o Rothenburg. Najcięższe walki stoczył pułk w ostatnich dniach kwietnia, kiedy to walczył w okrążeniu pod Kuckau. W dniach 6–10 maja 1945 zabezpieczał ogniem natarcie dywizji w ramach operacji praskiej. Szlak bojowy zakończył 10 maja 1945 pod Minterbermsdorf.
|  |  |  |  |

|  |  |

## Okres powojenny
Pierwszym powojennym garnizonem pułku był Łańcut. 3 września 1945 roku stałym miejscem postoju został garnizon Jarosław. Sztandar ufundowany przez mieszkańców Przeworska wręczono pułkowi 18 października 1948 roku. W 1956 jednostka przeformowana została w 40 pułk artylerii.